# مردان (مجله)
مردان (انگلیسی: Men) مجلهٔ آمریکایی برای مردان همجنسگرا بود که از سال ۱۹۸۴ تا ۱۹۹۷ چاپ می‌شد.